# Еліс Осман
Еліс Мей Осман (англ. Alice May Oseman; нар. 16 жовтня 1994, Чатем, Кент, Велика Британія) — англійська письменниця, що пише для підлітків. У сімнадцятирічному віці вона підписала свою першу угоду з видавництвом про написання її першого роману «Солітер», що був опублікований у 2014 році. Вона також є авторкою романів «Радіомовчання», «Народитися для цього», «Некохана». Вона написала та проілюструвала вебкомікс «Коли завмирає серце», який був опублікований у вигляді кількох графічних романів і який вона адаптувала до телесеріалу, що принесло їй номінацію на телевізійну премію BAFTA та дві дитячі та сімейні нагороди Еммі як сценаристці та продюсерці. Її романи зосереджені на сучасному підлітковому житті у Великій Британії і отримали кілька нагород — Inky Awards та United By Pop Awards.

## Раннє життя та освіта
Еліс Осман народилася в Чатемі, графство Кент, і виросла в селі поблизу Рочестера разом зі своїм молодшим братом Вільямом і навчалася в Рочестерській гімназії. Осман отримала ступінь бакалавра мистецтв з англійської літератури в Даремському університеті в 2016 році.

## Кар'єра
Дебютний роман Еліс Осман 2014 року «Солітер» був опублікований HarperCollins розповідає історію Торі Спрінґ, песимістичної дівчинки-підлітка, яка зустрічає Майкла, свою полярну протилежність — неймовірного оптиміста. Вони намагаються з'ясувати, хто стоїть за витівками в їхній школі, і стають серйознішими в міру розвитку роману. Серед інших персонажів — її брат Чарлі, який страждає серйозним розладом харчової поведінки, і його детальніше досліджують у вебкоміксі Осман «Коли завмирає серце». У романі досліджуються такі теми, як дружба, проблеми з психічним здоров'ям, розлади харчової поведінки та відносини ЛГБТ+.
Осман опублікувала дві електронні новели, засновані на героях із роману «Солітер» і «Коли завмирає серце», під назвою «Нік і Чарлі» в липні 2015 року та «Цієї зими» в листопаді 2015 року. Обидві новели були видані Harper Collins Children's Books.
У 2016 році Осман опублікувала другий роман «Радіомовчання». У романі розповідається про Френсіс Жанв'є, успішну дівчину, життя якої обертається навколо її вступу до Кембриджа, яка зустрічає сором'язливого творця свого улюбленого подкасту Еледа Ласта. Такі теми, як академічний тиск, стосунки та ідентичність ЛГБТ+ є центральними в романі. В інтерв'ю Осман відкрито розповідала про те, як досвід Френсіс у «Радіомовчання» був подібний до її власного шкільного тиску та пізнішого розчарування в академічних колах після її навчання в Університеті Дарема. Цей роман отримав похвалу за представлення персонажів різних етнічних груп, статей та сексуальних орієнтацій. Осман часто писала про важливість різноманітного письма у своєму блозі та говорила про відсутність різноманітності в романі «Солітер». У 2017 році роман отримав премію Silver Inky Award для молодіжної літератури.
Третій роман Осман під назвою «Народитися для цього» був опублікований в травні 2018 року. У ньому розповідається про Фереште «Ангел» Рахімі та Джиммі Кага-Річчі. Історія розповідає про групу під назвою The Ark та їхній фандом, з особливим акцентом на фандом серед підлітків. Ізабелла Стока, авторка The Nerd Daily, сказала, що їй «хотілося б, щоб це було трохи інакше, і, можливо, ще один-два розділи не зашкодили б історії».
Еліс Осман також є авторкою і художницею вебкоміксу «Коли завмирає серце», який розповідає про романтичні стосунки між Чарлі Спрінґом (братом Торі Спрінґ) і Ніком Нельсоном. Перші чотири томи коміксу придбала дитяча група Hachette. Том перший був опублікований у жовтні 2018 року, другий — у липні 2019 року, третій — у лютому 2020 року та четвертий — у травні 2021 року.
У 2018 році, щоб відсвяткувати вихід третього роману для молоді, «Народитися для цього», усі опубліковані книги Осман отримали нові обкладинки. Змінені обкладинки були випущені в травні разом із новою книгою. У липні 2020 року Осман опублікувала роман для молоді «Некохана», заснований на її власному досвіді в університеті.
Романи Осман хвалять за те, що вони «близькі» та реалістичні щодо зображення сучасного підліткового життя. Її перша книга «Солітер» була особливо оцінена через її молодий вік на момент укладання угоди про видання.

## Адаптації
See-Saw Films придбала телевізійні права на «Коли завмирає серце» у 2019 році. 20 січня 2021 року стало відомо, що Netflix замовив телевізійну адаптацію коміксу «Коли завмирає серце», сценарій написала Осман, а режисером став — Ейрос Лін. Виконавчим продюсером є Патрік Уолтерс із See-Saw Films. Кіт Коннор та Джо Локк зіграли Ніка та Чарлі відповідно. Прем'єра відбулася 22 квітня 2022 року.
20 травня 2022 року Netflix оголосив, що серіал продовжено на другий і третій сезон.

## Особисте життя
Під час просування роману «Некохана», Осман розповіла про свою аромантичну асексуальність. Осман використовує займенники вона/її та вони/їх.

## Нагороди та номінації

### Книжні нагороди
| Рік  | Нагорода                         | Категорія                           | Номінант                   | Результат    |
| ---- | -------------------------------- | ----------------------------------- | -------------------------- | ------------ |
| 2017 | Inky Awards                      | Міжнародна художня література       | Радіомовчання              | Перемога     |
| 2018 | United By Pop Awards             | Книга року                          | Народитися для цього       | Перемога     |
| 2020 | Goodreads Choice Awards          | Кращий графічний роман і комікс     | Коли завмирає серце: Том 3 | Перемога     |
| 2021 | The Bookseller Awards            | Книга року                          | Некохана                   | Перемога     |
| 2022 | British Book Awards              | Дитяча ілюстрована книга року       | Коли завмирає серце: Том 4 | Перемога     |
| 2022 | Waterstones Book of the Year     | Книга року                          | Коли завмирає серце: Том 1 | Перемога     |
| 2022 | Books Are My Bag Readers' Awards | Проривний автор                     | Еліс Осман                 | Перемога     |
| 2022 | Books Are My Bag Readers' Awards | Вибір читачів                       | Коли завмирає серце        | Перемога     |
| 2022 | Goodreads Choice Awards          | Кращий графічний роман і комікс     | Коли завмирає серце: Том 4 | Перемога     |
| 2022 | Goodreads Choice Awards          | Краща підліткова художня література | Некохана                   | Номінація    |
| 2022 | Book Shimmy Awards               | Pagemaster                          | Еліс Осман                 | В очікуванні |
| 2022 | Book Shimmy Awards               | Графічний роман                     | Коли завмирає серце: Том 4 | В очікуванні |
| 2023 | British Book Awards              | Дитяча ілюстрована книга року       | The Heartstopper Yearbook  | Номінація    |
| 2023 | Hay Festival                     | Медаль за художню літературу        | Еліс Осман                 | Перемога     |

### Телевізійні нагороди
| Рік  | Нагорода                                | Категорія                                  | Номінант            | Результат    |
| ---- | --------------------------------------- | ------------------------------------------ | ------------------- | ------------ |
| 2022 | Attitude Awards                         | Телевізійна нагорода                       | Коли завмирає серце | Перемога     |
| 2022 | C21 International Drama Awards          | Кращий комедійно-драматичний серіал        | Коли завмирає серце | Номінація    |
| 2022 | Children's and Family Emmy Awards       | Видатна підліткова програма                | Коли завмирає серце | Перемога     |
| 2022 | Children's and Family Emmy Awards       | Видатний сценарій для підліткової програми | Коли завмирає серце | Перемога     |
| 2022 | Dorian Awards                           | Краще ЛГБТК шоу                            | Коли завмирає серце | Перемога     |
| 2022 | Dorian Awards                           | Краща телевізійна драма                    | Коли завмирає серце | Номінація    |
| 2022 | National Television Awards              | Нова драма                                 | Коли завмирає серце | Номінація    |
| 2022 | Rose d'Or Awards                        | Комедійна драма та ситком                  | Коли завмирає серце | Номінація    |
| 2022 | TV Choice Awards                        | Краща нова драма                           | Коли завмирає серце | Перемога     |
| 2023 | British Academy Television Craft Awards | Сценарист: Драма                           | Коли завмирає серце | Номінація    |
| 2023 | GLAAD Media Awards                      | Видатна програма для дітей та сім'ї        | Коли завмирає серце | Перемога     |
| 2023 | Kidscreen Awards                        | Кращий новий серіал — підлітки             | Коли завмирає серце | Перемога     |
| 2023 | Kidscreen Awards                        | Кращий серіал з живими акторами — підлітки | Коли завмирає серце | Перемога     |
| 2023 | Kidscreen Awards                        | Краща інклюзивність — підлітки             | Коли завмирає серце | Номінація    |
| 2023 | Queerty Awards                          | Телевізійна комедія                        | Коли завмирає серце | Перемога     |
| 2023 | Satellite Awards                        | Кращий драматичний серіал                  | Коли завмирає серце | Номінація    |
| 2023 | Visionary Arts Awards                   | Телевізійне шоу року                       | Коли завмирає серце | В очікуванні |